# Уинтърсет (Айова)
Уинтърсет (на английски: Winterset) е град в Айова, Съединени американски щати, административен център на окръг Медисън. Основан е през 1849 и се намира на 35 km югозападно от Де Мойн. Населението му е около 5276 души (по приблизителна оценка за 2017 г.).
В Уинтърсет е роден актьорът Джон Уейн (1907 – 1979).